# Pinsk

Brasão de Pinsk

Pinsk (em bielorrusso:  Пінск, em russo:  Пинск, em polonês/polaco:  Pińsk) é uma cidade, antes polonesa, a sudoeste de Minsk, próxima da fronteira com a Ucrânia (52° 07′ N, 26° 06′ L).
Hoje pertence à Bielorrússia. Antes da Segunda Guerra Mundial conviviam na localidade poloneses, ucranianos e judeus, sendo que os últimos compunham mais de 90% da população.
Pinsk foi tomada pelo Império Russo em 1793. Passou a fazer parte da Polônia em 1920, ao fim da Guerra Polonesa-Soviética, mas incluída na União Soviética em 1939. Neste instante, 90% de sua população se compunha de judeus. Entre 1941 a 1944, sofreu a ocupação alemã nazista e a população judaica foi internada nos campos de concentração, sendo que destes foram mortos no Holocausto entre dezoito mil e trinta mil, dez mil somente em um dia.
Após 1991, Pinsk passou a pertencer à República da Bielorrússia.

## Naturais de Pinsk
- Ryszard Kapuściński (1932–2007), repórter e escritor da Polónia
- Anzia Yezierska (c. 1890–1970), escritor
- Simon Kuznets (1901–1985), 1971, economista galardoado com o Prémio de Ciências Económicas
- Adam Naruszewicz (1733–1796), poeta, historiador e bispo
- Chaim Weizmann (1874–1952), presidente de Israel
- Karol Wyrwicz (1717–1793), historiador
- Ivan Zholtovsky (1867–1959), arquiteto russo
- Bernardo Tchernin (1916–1978) - alfaiate, ativista sionista e radialista da Hora Israelita ( RS)
- Abraham Furman
- Chaim Furman
- Sam Lifschitz (Sionista)
- Lazar Lifschitz (Líder e ativista Sionista)